# Kulîkî, Horol
Kulîkî (în ucraineană Кулики) este un sat în comuna Trubaiți din raionul Horol, regiunea Poltava, Ucraina.

## Demografie
Componența lingvistică a localității Kulîkî
     Ucraineană (95,65%)
     Rusă (4,35%)
Conform recensământului din 2001, majoritatea populației localității Kulîkî era vorbitoare de ucraineană (95,65%), existând în minoritate și vorbitori de rusă (4,35%).